# Rachel Swain
Rachel Swain (1er septembre 1830 – 12 octobre 1938) était une centenaire britannique et la personne la plus âgée connue au Royaume-Uni à sa mort.

## Biographie
Rachel Swain est née le 1er septembre 1830 dans le village de Flitwick dans le Bedfordshire. Elle y a vécu toute sa vie. Elle s'est mariée en 1848. Swain et son mari ont eu onze enfants. Deux d'entre eux, Sarah et William, étaient encore en vie au décès de Rachel. M. Swain est décédé en 1902 à l'âge de 76 ans.
Rachel Swain est devenue la personne la plus âgée au décès de Rachel MacArthur, le 10 décembre 1936. Elle est décédée à Flitwick le 12 octobre 1938 à l'âge de 108 ans et 41 jours. Mary Davey lui a succédé comme personne la plus âgée connue au monde en son temps.